# Impressora de línies
La impressora de línies  és un tipus d'impressora que imprimeix línia per línia, en oposició a les impressores que imprimeixen caràcter per caràcter, com és el cas de les impressores matricials estàndard, o bé pàgina per pàgina, com passa amb les impressores làser.
Són dispositius d'alta velocitat que sovint s'usen amb grans sistemes informàtics, minicomputadors sobre equips connectats en xarxa, però no amb sistemes utilitzats per un únic usuari.
Entre els diferents tipus d'impressores de línies es troben les impressores de cadena i les de banda. L'abreviatura LPT significava originalment  line printer  o impressora de línies. En microordinadors s'usa sovint la mateixa abreviatura per a referir-se al port o ports paral·lels de l'ordinador.